# Лики, Ричард
Ричард Эрскин Фрир Ли́ки (англ. Richard Erskine Frere Leakey; 19 декабря 1944[…], Найроби — 2 января 2022, Найроби) — кенийский палеоантрополог и политик, автор многих антропогенетических открытий, сын Луиса Лики и Мэри Лики, муж Мив Лики.

## Биография
Первоначально не собирался выбирать научную карьеру, подобно своим родителям, работая фотографом и гидом, занимаясь сопровождением туристов в различные заповедники и организацией киносъемок. Однако в дальнейшем всё-таки занялся поиском останков древних людей, начиная с 1964 года организовав несколько экспедиций. В 1972 на стоянке Кооби Фора восточнее озера Туркана группой Ричарда Лики был обнаружен череп, определённый им как Homo habilis. В 1984 году также на озере Туркана был обнаружен практически полный скелет древнего человека, что встречается в раскопках достаточно редко. Эта находка получила название «Мальчик из Турканы».
В конце 1980-х занимал посты директора Национального музея Кении и археологического департамента. В 1989 году покинул музей, войдя в правительство Кении президента Даниэля арап Мои в качестве директора Департамента охраны дикой природы (с 1990 года — Службы живой природы), где активно занимался борьбой с браконьерами. В 1993 году небольшой самолет, пилотируемый Ричардом Лики, разбился; пилот выжил, но ему пришлось ампутировать голени. Подозревали саботаж со стороны браконьеров, но доказать это не удалось. Через несколько месяцев Ричард Лики научился ходить на протезах. Примерно в это же время правительство Кении объявило, что секретное расследование нашло доказательства коррупции и бесхозяйственности в Службе охраны дикой природы Кении. Раздраженный Лики на пресс-конференции в январе 1994 года публично подал в отставку и был замещён Дэвидом Уэстерном.
В мае 1995 года Ричард Лики вместе с несколькими кенийскими интеллектуалами основал новую политическую партию зелёной и левоцентристской направленности — «Сафина» (что на языке суахили означает «[Ноев] ковчег». Поначалу её не хотели регистрировать, но в 1999 году Мои по настоянию международных донорских организаций пришлось назначить Ричарда Лики на пост секретаря кабинета и председателя государственной службы. Второй срок Лики закончился в 2001 году, когда он был вынужден снова уйти в отставку.
Отмечен Perfect World Foundation’s Award «The Conservationist of the Year» (2016).

## Цитаты
Я только нахожу окаменелости и предоставляю специалистам давать им названия.
Книга ваша — совершенный вздор, и только полный идиот воспримет её всерьез. А таковые, к сожалению, имеются, но это лишь вопрос естественного отбора, и тут уж ничего нельзя поделать
 — отзыв о книге Майкла Кремо и Ричарда Томпсона «Неизвестная история человечества», напечатанный в этой книге.

## Избранная библиография
- Становление человечества (The Making of Mankind, 1981);
- Человеческие истоки (Human Origins, 1982);
- Пересмотр истоков (Origins Reconsidered, 1991).

В соавторстве с Роджером Левином:
- Истоки (Origins, 1971)
- Люди Озера: Человечество и его истоки (People of the Lake: Mankind and Its Beginnigs, 1978)